# София Гедвига Саксен-Мерзебургская
София Гедвига Саксен-Мерзебургская (нем. Sophie Hedwig von Sachsen-Merseburg; 4 августа 1660, Мерзебург — 2 августа 1686, Зальфельд) — принцесса Саксен-Мерзебургская, в замужестве герцогиня Саксен-Кобург-Заальфельдская.

## Биография
София Гедвига — дочь герцога Кристиана I Саксен-Мерзебургского и его супруги Кристианы Шлезвиг-Гольштейн-Зондербург-Глюксбургской.
18 февраля 1680 года в Мерзебурге София Гедвига сочеталась браком с герцогом Иоганном Эрнстом Саксен-Кобург-Заальфельдским. За три года до этой свадьбы сестра Софии Гедвиги Кристиана вышла замуж за старшего брата Иоганна Эрнста Кристиана Саксен-Эйзенахского. В браке София Гедвига родила пятерых детей, из которых взрослого возраста достигли только двое. София Гедвига умерла при родах и была похоронена в церкви Святого Иоанна в Зальфельде. Вдовец Софии Гедвиги женился во второй раз на Шарлотте Иоганне Вальдек-Вильдунгенской.

## Потомки
- Кристиана София (1681—1697)
- дочь (1682)
- Кристиан Эрнст Саксен-Кобург-Заальфельдский (1683—1745), женат морганатическим браком на Кристиане Фридерике фон Косс
- Шарлотта Вильгельмина (1685—1767), замужем за графом Филиппом Рейнгардом Ганау-Мюнценбергским
- сын (1686)